# Ipomoea marginata
Ipomoea marginata är en vindeväxtart som först beskrevs av Louis Auguste Joseph Desrousseaux, och fick sitt nu gällande namn av Verdcourt. Ipomoea marginata ingår i släktet praktvindor, och familjen vindeväxter. Inga underarter finns listade i Catalogue of Life.

## Bildgalleri

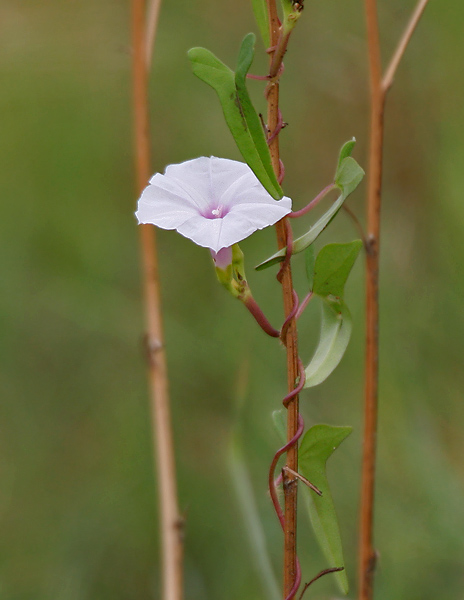
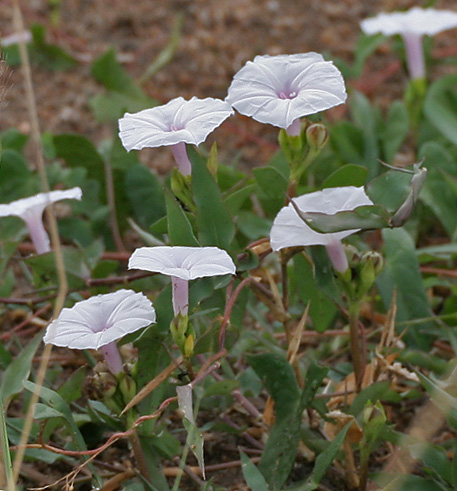
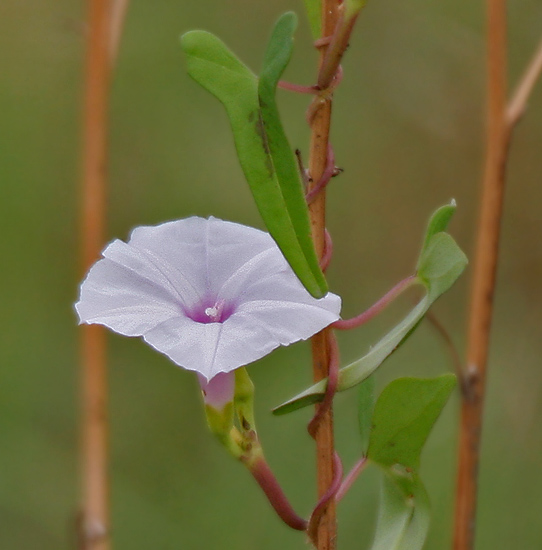
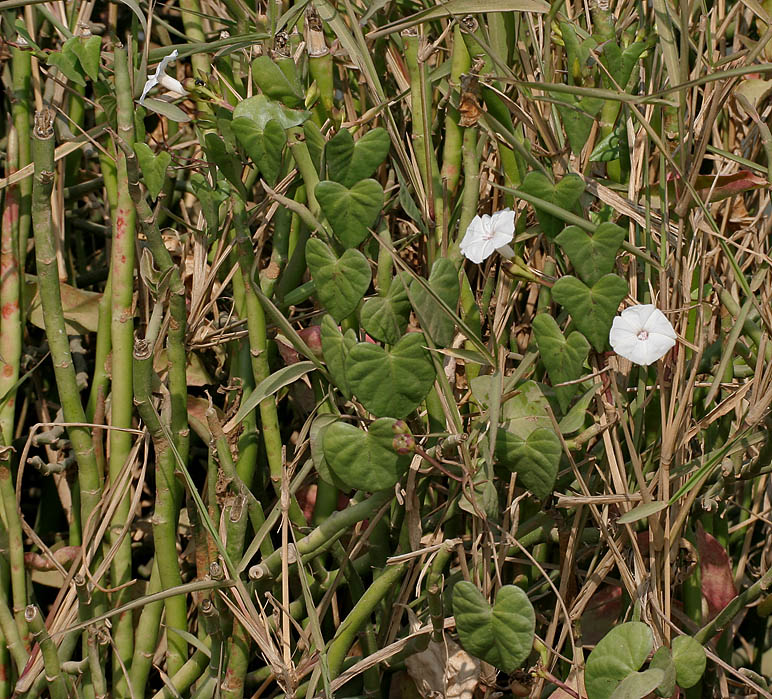